# Andrej Nikolaidis
Andrej Nikolaidis (Szarajevó, 1974 –) montenegrói-bosnyák író, rovatvezető és politikai tanácsadó. Sin (A fiú) című regénye 2011-ben elnyerte az Európai Unió irodalmi díját. Angol fordítása 2013-ban jelent meg az Istros Books kiadó gondozásában az Egyesült Királyságban.
2009 októberétől 2014 februárjáig Ranko Krivokapić, a montenegrói parlament elnökének tanácsadója volt.

## Élete
Nikolaidis Szarajevóban született és nevelkedett, Jugoszláviában, Bosznia-Hercegovinában, egy montenegrói családban. A boszniai háború kitörése után, 1992-ben Nikolaidis családja a montenegrói Ulcinj városába, apja szülővárosába költözött, ahol nyaralója van. A montenegrói függetlenség lelkes támogatója, háborúellenes aktivista és az emberi jogok, különösen a kisebbségi jogok védelmezője, Nikolaidis kezdetben politikai nézeteiről és nyilvános vitáiról vált ismertté, a helyi televízióban és újságokban jelent meg borotvaéles politikai kommentárjaival. A Monitor és a Slobodna Bosna című lapokban megjelent írásai vitákat váltottak ki, és „fenyegetéseket, köztük halálos fenyegetéseket is kapott, miután több cikket is megjelentetett a »szembenézés a múlttal« témájában. Az Antena M rádió egyik beszélgetőműsorában az egyik hallgató, miközben adásban volt, azt mondta, hogy megöli Nikolaidist”.
Nikolaidis négy regényt publikált Montenegróban és Horvátországban: Mimesis (Durieux, OKF, 2003), Son (Durieux, 2006), Dolazak (Algoritam, 2009) és Devet (Algoritam, 2012), valamint novelláskötetek: A seattle-i katedrális, Miért Mira Furlan?, Az őrület rövid története és a Homo Sucker: Az apokalipszis poétikája című kultúraelméleti könyv. 2012-ben két regénye („The Coming” és „The Son”) jelent meg angolul az Istros Books brit kiadó gondozásában. 2014-ben a Voland & Quist kiadónál jelent meg a „The Coming” német nyelvű kiadása, a „Die Ankunft”. Első, a kritikusok által is elismert regénye, a „Mimesis” nagy visszhangot kapott Horvátországban, Boszniában és a liberális montenegrói értelmiség körében, ahol a helyi független média Thomas Bernhardhoz hasonlítja kifejezésmódját és hozzáállását. Kolumnákat írt a függetlenségpárti montenegrói kiadványokba, mint a Vijesti napilap, a Monitor heti hírmagazin (2002-től 2009-ig) és a Crnogorski književni list hetilap, valamint a Slobodna Bosna bosnyák heti hírmagazin. Jelenleg a montenegrói Ulcinjban él.
2009. október 15-én bejelentették, hogy Nikolaidis elfogadta Ranko Krivokapić politikus tanácsadói állását, aki 2003 óta a montenegrói parlament házelnöke, és a parlamenti képviselők nélküli kisebb liberális párt, az SDP CG tiszteletbeli elnöke. A bejelentésre néhány héttel azután került sor, hogy Krivokapić nyilvánosan támogatta Nikolaidist, miközben bírálta a montenegrói legfelsőbb bíróságnak a Kusturica kontra Nikolaidis ügyben hozott jogerős ítéletét. Nikolaidis 2014 februárjában mondott le.

## Viták

### Emir Kusturica
2004. május 28-án Nikolaidis „Dželatov šegrt” (A hóhér tanítványa) című, igen feszült hangvételű írása jelent meg a Monitor hetilap rendszeres rovatának részeként. Ebben Emir Kusturica filmrendezőt vette célkeresztbe, és többek között úgy ítélte el őt, mint „az egyik legnagyobb médiasztárt abban az időben, amikor Milošević háborús propagandája olyan embereket támogatott, akiknek volt valami ostoba, de hazafias mondanivalójuk, és olyan emberek számára készített híreket, akik érzéketlenek voltak az emberi szenvedés iránt, vakok saját bűnösségükre, és végül elég ostobák ahhoz, hogy higgyenek saját igazukban”.
Nikolaidist ezt követően Kusturica rágalmazásért beperelte. A 2004. novemberi tárgyalás után a podgoricai elsőfokú bíróság (Osnovni sud) Evica Durutović elnökletével 5 000 euró kártérítést ítélt meg Kusturicának. A fellebbezés során azonban a Nikolaidis elleni ítéletet a felsőbb bíróság (Viši sud) 2005 decemberében hatályon kívül helyezte, és az ügyet visszautalták az alsóbb fokú bírósághoz újratárgyalásra.
2007 november végén az elsőfokú bíróság (Osnovni sud) egy újratárgyalást követően megerősítette a korábbi ítéletet. Nikoladis ismét fellebbezett az elsőfokú bíróság ítélete ellen, és az ügyet 2008 áprilisában másodszor is tárgyalta a felsőbb bíróság (Viši sud), amely ezúttal helybenhagyta az elsőfokú bíróság ítéletét, és Nikolaidist a kártérítés megfizetésére kötelezte. Az ítéletre reagálva Nikolaidis egyéni támogatást kapott Bosznia-Hercegovinából, ahol Emir Hadžihafizbegović színész és Šemsudin „Šeki” Radončić újságíró adományokat gyűjtöttek Nikolaidis bírságának kifizetésére.

### Szerb Köztársaság
Nikolaidis 2012. január 11-én megjelent „Mi maradt Nagy-Szerbiából” című cikkében a következőket írta: „Mi lenne ebben az esetben B&H-ban az igazi civilizált lépés? Nyilvánvalóan az, hogy a globális, über-állami és über-nemzeti intézmények az igazságosságot a pragmatizmus és a profit etikája elé helyezzék, és a Szerb Köztársaság megszüntetését, ha kell, erőszakkal vezessék le. [...] Civilizált lépés lenne, ha Bole dinamitot és puskákat használna, amelyeket a bálteremben rejtett el, ahol a vezetők, szellemi emberek és művészek a Szerb Köztársaság fennállásának 20. évfordulóját ünnepelték.”

## Díjai
- 2011: Az Európai Unió Irodalmi Díja, győztes Montenegro, Sin[15]

## Művei
- Mimesis, 2003
- Sin, 2006
- Balkanska Rapsodija, 2007
- Mimesis i drugi skandali, 2008
- Dolazak, 2009
- Homo Sucker : Poetika Apokalipse, 2010
- Odlaganje. Parezija, 2012
- Mala enciklopedija ludila, 2013
- Devet, 2014
- Smjena straže, 2015
- Mađarska rečenica, 2017

### Magyarul megjelent
- Mimesis / Fiam – Gondolat, Budapest, 2014 · ISBN 9789636935337 · fordította: Rajsli Emese
- Az eljövetel (Dolazak) – Gondolat, Budapest, 2016 · ISBN 9789635561049 · fordította: Rajsli Emese
- Kilenc (Devet) – Gondolat, Budapest, 2017 · ISBN 9789635561032 · fordította: Rajsli Emese
- A magyar mondat / Homo Sucker: Az apokalipszis poétikája (Mađarska rečenica) – Gondolat, Budapest, 2020 · ISBN 9789636939571 · fordította: Rajsli Emese, Jódal Kálmán

## Fordítás
- Ez a szócikk részben vagy egészben  az   Andrej Nikolaidis című angol Wikipédia-szócikk fordításán alapul.  Az eredeti cikk szerkesztőit annak laptörténete sorolja fel. Ez a jelzés csupán a megfogalmazás eredetét és a szerzői jogokat jelzi, nem szolgál a cikkben szereplő információk forrásmegjelöléseként.